# Peloponnesoskielhagedis
De peloponnesoskielhagedis, ook wel peloponnesuskielhagedis (Algyroides moreoticus) is een hagedis uit de familie echte hagedissen (Lacertidae).

## Naam en indeling
De wetenschappelijke naam van de soort werd voor het eerst voorgesteld door Gabriel Bibron & Jean-Baptiste Bory de Saint-Vincent in 1833. De soortaanduiding moreoticus komt uit het Latijn en betekent vrij vertaald 'van Morea (Moerbeiland)'. Dit is een alternatieve naam van het schiereiland Peloponnesos waar de hagedis voorkomt.

## Uiterlijke kenmerken
De peloponnesoskielhagedis kan een totale lengte van 13 centimeter bereiken, maar de kopromplengte bedraagt meestal slechts 5 cm.
De hagedis is makkelijk te herkennen aan het uiterlijk, met name in het wild omdat er geen andere Algyroides-soorten in het verspreidingsgebied leven. De huid van de rug, staart en de flanken tussen de poten is bedekt door grotere gekielde schubben in vergelijking met andere soorten. De peloponnesoskielhagedis heeft een lange, dikke staart en een duidelijke halsband.
Het mannetje is eenvoudig van het vrouwtje te onderscheiden, deze laatste is beigebruin tot kastanjebruin en heeft een uniforme kleur met soms twee lengtestrepen aan weerszijden van de rug. Bij een mannetje zijn deze strepen duidelijk zichtbaar en veel lichter van kleur, het midden van de rug heeft in de volle breedte een meer lichtbruine kleur. Ook heeft het mannetje een zeer donkerbruine tot zwarte flank met een witgele vlektekening, die soms zo grof is dat men deze ook kan zien als nettekening.
De zijkanten van de kop en de keel vertonen een overwegend witte kleur. De mannetjes hebben vaak een blauwe vlek bij de kop. De vrouwtjes hebben lichtere vlekjes op de rugzijde. Er is ook een donkere vorm, die geheel zwart is met een gele of groene buik en een vlektekening van kleine vlekjes in meestal dezelfde kleur als de buik.

## Verspreiding en habitat
De peloponnesoskielhagedis komt zoals de naam al aangeeft voor op het Griekse schiereiland Peloponnesos. Daarnaast is de hagedis te vinden op een aantal van de Ionische Eilanden, te weten Kefalonia, Ithaka en Zakynthos.
De hagedis is een typisch bodembewonende soort die echter ook kan klimmen. De habitat bestaat uit dorre omgevingen met veel vegetatie, zoals de strooisellaag in bossen, kreupelhout en lage struiken. Hier jaagt de hagedis op insecten en andere kleine ongewervelden.
Door de internationale natuurbeschermingsorganisatie IUCN is de beschermingsstatus 'gevoelig' toegewezen (Near Threatened of NT).

## Externe afbeeldingen
- Afbeeldingen van de peloponnesoskielhagedis op Herp.it.
- Afbeeldingen van de peloponnesoskielhagedis op Euroherp.